# Opius pendulus
Opius pendulus (лат.) — вид паразитических наездников рода Opius из семейства Braconidae (Opiinae). Неарктика (США), Палеарктика, в том числе, Россия, Иран, Казахстан, Киргизия, Турция. Мелкие наездники (менее 3 мм). От близких видов отличается следующими признаками: длина первого членика жгутика в 3 раза больше его ширины; длина голов в 1,6 раза больше ширины. Метасома и проподеум гладкие. Среди хозяев отмечены мухи из семейства Agromyzidae: Liriomyza congesta  Becker, 1903 (на растении Vicia sepium); Phytomyza cineracea  Hendel, 1920 (на Ranunculus acer и Ranunculus bulbosus); Phytomyza evanescens  Hendel, 1920 (на Ranunculus lanuginosus); Phytomyza nigritula  Zetterstedt, 1838 (на Ranunculus acer). Вид был впервые описан в 1837 году ирландским энтомологом Александром Генри Халидеем (Haliday A. H., Ирландия). Включён в состав подрода Pendopius.